# Wilhelm av Moerbeke

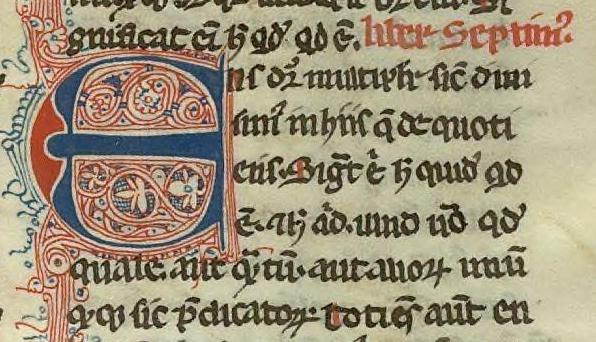
Inledningen av bok 7 av Aristoteles Metafysiken, översatt från grekiska till latin av Wilhelm av Moerbeke.

Wilhelm av Moerbeke (holländska Willem van Moerbeke), född cirka 1215 i Moerbeke i närheten av Geraardsbergen, död 1286 i Korinth, var en produktiv medeltida översättare av filosofiska, medicinska och vetenskapliga texter från grekiska till latin. Hans översättningar hade stort inflytande på hans tid, då få konkurrerande översättningar fanns tillgängliga. Moerbekes översättningar är fortfarande respekterade av moderna forskare. Moerbeke gjorde den första kända översättningen av Aristoteles samtliga verk och bidrog därmed till återuppväckandet av de klassiska idéerna under renässansen. 

## Biografi
Moerbeke var av flamländskt ursprung och dominikan till sin kallelse. Han blev latinsk biskop i Korinth i Grekland. Han har förknippats med filosofen Thomas av Aquino, matematikern John Campanus, den polske naturforskaren och läkaren Witelo och astronomen Henri Bate av Mechlin, som tillägnade sin avhandling om astrolabium åt Wilhelm. 
I tur och ordning bodde han vid det påvliga hovet i Viterbo (1268), vid rådet i Lyon (1274), och från 1277 fram till sin död år 1286 var han biskop av Korinth, ett katolskt biskopssäte etablerat i Grekland efter det fjärde korståget. Det är oklart hur mycket tid han tillbringade i Korinth. Dokument visar honom på tjänsteresa i Perugia för påven år 1283, anställd som påvens representant. En liten grekisk by, Merbaka med en exceptionellt gammal 1200-talskyrka, tros ha uppkallats efter på honom. Byn är belägen mellan Argos och Mykene.

## Översättningar
Efter en förfrågan av Thomas av Aquino, så antas det – källdokumentet är otydligt – att Moerbeke genomförde en fullständig översättning av Aristoteles verk eller, i vissa delar, en översyn av befintliga översättningar. Han var den förste översättaren av Politiken (cirka 1260). Anledningen till förfrågan om översättning var att kopior av Aristoteles på latin var i omlopp som hade sitt ursprung i Spanien (se Gerard av Cremona). Därifrån hade de spritts via skolbildningar i den rationalistiska Averroes efterföljd och vars texter hade passerat syriska innan de åter omvandlades till arabiska. Moriska översättare hade därtill inte vågat översätta flera texter av Aristoteles, eftersom de innehöll uppgifter som stred mot koranen.
Moerbekes förbättrade, direkta och kompletta nyöversättningar av Aristoteles har haft en lång historia. De var redan klassiker under 1300-talet, när Henricus Hervodius satte fingret på deras bestående värde. Översättningarna var bokstavliga (de verbo in verbo); de var i linje med Aristoteles tänkande och utan utsvävningar. För flera av Moerbekes översättningar har den grekiska originaltexten försvunnit; utan honom hade arbetena varit förlorade. 
Moerbeke översatte även matematiska avhandlingar av Hero av Alexandria och Arkimedes. Särskilt viktig var hans översättning av verket Teologiska element (Στοιχείωσις θεολογική) av Proklos (år 1268). Teologiska element var en av de grundläggande texterna under återupplivandet av de neo-platonska filosofiska strömningarna under 1200-talet. 
Den vatikanska dokumentsamlingen innehar Wilhelm av Moerbekes personliga exemplar av översättningen han gjorde av den största hellenistiske matematikern, Arkimedes, med kommentarer av Eutokios. Den utfördes 1269 vid det påvliga hovet i Viterbo. Wilhelm konsulterade två av de bästa grekiska manuskripten av Arkimedes; manuskript som båda därefter har försvunnit. Manuskriptet som skrevs av honom själv ställdes ut under utställningen Rome Reborn: The Vatican Library and Renaissance Culture på det amerikanska biblioteket Library of Congress år 1993.

## Samtida populärkultur
I Umberto Ecos pussel-mysterium Rosens namn, som utspelar sig på 1320-talet, förs det en debatt bland munkarna om Aristoteles bok Poetiken. Karaktären Jorge av Burgos hade fördömt boken, på grund av dess innehåll och eftersom kunskap om den kommit genom de otrogna morerna. Men huvudpersonen, William av Baskerville, visste att Aristoteles Poetiken nyligen översatts direkt från grekiska till latin av Wilhelm av Moerbeke.